# Ninja Re Bang Bang
Singles de Kyary Pamyu Pamyu
Kimi ni 100 Percent (...)
(30 janvier 2013) Invader Invader
(15 mai 2013)
Ninja Re Bang Bang (にんじゃりばんばん, parfois transcrit en Ninjya Re Bang Bang ou Ninjari Ban Ban) est le cinquième single physique de la chanteuse japonaise Kyary Pamyu Pamyu.

## Présentation
Le single sort le 20 mars 2013 au Japon au format CD sur le label Unborde de Warner Music Group, en deux éditions, régulière et limitée, avec des couvertures différentes. Il est écrit, composé et produit par Yasutaka Nakata. Il atteint la 3e place du classement des ventes hebdomadaires des singles sur l'oricon, et reste classé pendant seize semaines.
La chanson-titre sort également au format numérique en téléchargement, atteignant la 1re place du Billboard Japan Hot 100. Elle a été utilisée comme thème musical pour une publicité, et figurera sur l'album Nanda Collection qui sort trois mois plus tard. La chanson en "face B" est Unite Unite. Le single contient un troisième titre, une version remixée de la chanson Minna no Uta parue l'année précédente sur l'album Pamyu Pamyu Revolution de la chanteuse.

## Tournage du vidéoclip
Le vidéoclip a été filmé en fin février 2013 dans un studio de la préfecture de Kanagawa. Le vidéoclip a entièrement été filmé en incrustation (Fond vert) avec du rendu 3D ajouté par la suite. Bien que le tournage était surtout virtuel, des effets physiques ont été utilisés (Trampoline, ventilateur). Les chorégraphies des robots ont été faites par capture de mouvement.

## Liste des titres
Toutes les chansons sont écrites et composées par Yasutaka Nakata.
| CD    | CD                                            | CD    | CD | CD | CD | CD | CD | CD | CD |
| No    | Titre                                         | Durée |    |    |    |    |    |    |    |
| ----- | --------------------------------------------- | ----- | -- | -- | -- | -- | -- | -- | -- |
| 1.    | Ninja Re Bang Bang (にんじゃりばんばん)       | 4:26  |    |    |    |    |    |    |    |
| 2.    | Unite Unite (でもでもまだまだ)                | 3:13  |    |    |    |    |    |    |    |
| 3.    | Minna no Uta -extended mix- (みんなのうた...) | 5:47  |    |    |    |    |    |    |    |
| 13:26 |                                               |       |    |    |    |    |    |    |    |

| 4. | Pamyurevo Medley | 0:45 |

## Dans la culture populaire
En 2019, la chanson apparait dans le film John Wick Parabellum de Chad Stahelski. 